# Raimund Ondráček
Raimund Ondráček (11. června 1913 Líšeň – 1. října 2011 Unhošť) byl český malíř, grafik, restaurátor a profesor na Akademii výtvarných umění (AVU) v Praze.

## Životopis

### Studia
Raimund Ondráček studoval grafiku u profesora Petra Dillingera a u profesorů Františka Václava Süssera a E. Hrbka na Vyšší škole uměleckých řemesel v Brně a v grafické speciálce u profesorů T. F. Šimona, F. Petra a Vladimíra Pukla na AVU v Praze. V roce 1945 absolvoval Raimund Ondráček Akademii výtvarných umění v Praze.

### Restaurátorská práce
V tehdejším Československu pracoval jako restaurátor na záchraně uměleckých památek na hradech Křivoklát a Karlštejn, v Národním divadle v Praze, opravoval pražské kostely, obnovoval také fresky v emauzském klášteře v Praze nebo v kostele svatého Mikuláše na pražské Malé Straně. V zahraničí se Raimund Ondráček podílel na obnově výtvarných děl v Bulharsku, v bývalé Jugoslávii, Itálii a v Albánii.

### Pedagogická činnost
Od roku 1970 působil Raimund Ondráček na AVU jako docent V letech 1971 až 1984 byl profesorem a vedoucím restaurátorské specializace na Akademii výtvarných umění (AVU) v Praze.   Od roku 1974 byl Raimund Ondráček nositelem titulu Zasloužilý umělec.[zdroj⁠?!]

### Vlastní umělecká tvorba
Jeho malířská a grafická tvorba zahrnovala krajinářské a civilizační motivy.[zdroj⁠?!] Svá malířská a grafická díla vystavoval Raimund Ondráček nejen doma ale i v zahraničí. Účastnil se rovněž mnoha reprezentačních výstav českého výtvarného umění. Byl členem Sdružení českých umělců grafiků Hollar.
I v pokročilém věku stále pracoval na vlastních výtvarných dílech i menších restaurátorských pracích. Zemřel po krátké nemoci ve věku 98 let.